# Neogobius
Neogobius – rodzaj ryb  z  rodziny babkowatych.

## Klasyfikacja
Gatunki zaliczane do tego rodzaju:
- Neogobius caspius
- Neogobius fluviatilis - babka rzeczna[3][4], babka szczupła[5]
- Neogobius melanostomus - babka bycza[4][6], babka obła[4], babka kamienna[7]

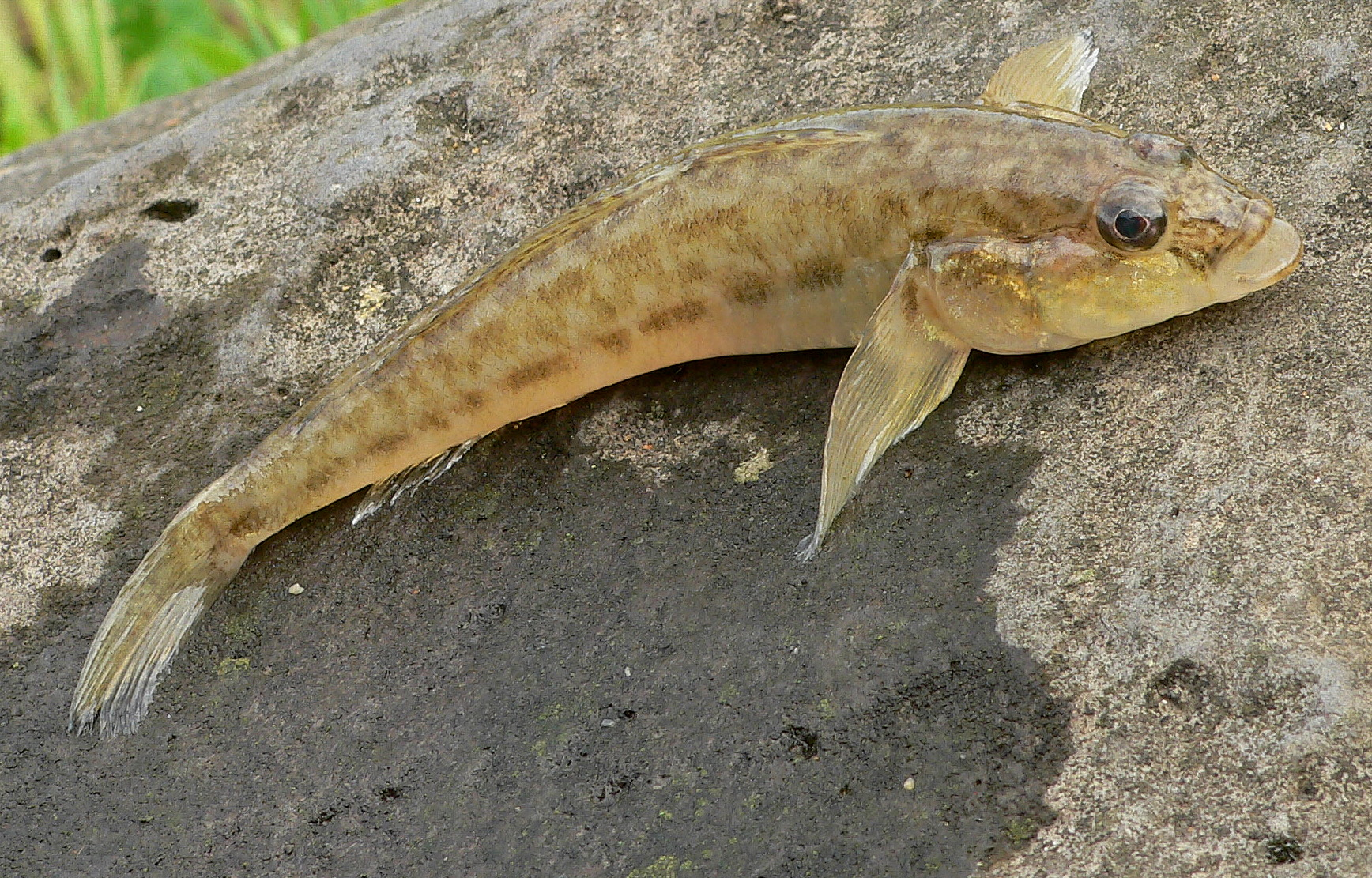
Neogobius fluviatilis